# Ohshimella
Ohshimella is een geslacht van zeekomkommers uit de familie Sclerodactylidae.

## Soorten
- Ohshimella castanea Cherbonnier, 1980
- Ohshimella ehrenbergii (Selenka, 1868)
- Ohshimella mauritiensis Heding & Panning, 1954
- Ohshimella nhatrangensis Levin & Dao Tan Ho, 1989
- Ohshimella ocula (Cherbonnier, 1988)